# 基齐库斯
基齐库斯是位于安那托利亞密细亚的古代城市，位於現今土耳其巴勒克埃西爾省。

## 历史
城市可能是色萨利的佩拉斯吉人所建，后来又很多米利都殖民者迁居到此。
公元前6世纪，这里由臣服于波斯皇帝的暴君阿里斯塔格拉斯统治着。
基齐库斯凭借自身的优势，很快得到了繁荣发展。基齐库斯的金斯塔特在这个时期成为了古代世界的主要流通货币。
在伯罗奔尼撒战争期间，基齐库斯相继被雅典和斯巴达所征服。在公元前410年的基齐库斯战役中，雅典海军彻底摧毁了斯巴达的舰队。公元前387年，城市归波斯所有，但是，公元前334年，亚历山大大帝又从波斯手中夺回了基齐库斯。
公元前4世纪上半叶，杰出的古希腊数学家和天文学家尤得塞斯从雅典移居至基齐库斯，并且在那里创建了自己的学派。
罗马皇帝提庇留曾将基齐库斯并入自己的领土，并且将其改名为赫勒斯庞，此后不久，基齐库斯成为了古代希腊世界最大和最繁荣的城市之一。
从公元443年起，这一地区频繁的开始遭受地震的折磨，城市逐渐变的荒凉起来，人们都移居到其他的地区，公元675年，城市被阿拉伯人占领，到了1081年又被土耳其人夺走，后被划归于奥斯曼帝国的布尔萨省。